# Campionat de Catalunya de natació - 4x100 metres lliures
Els 4x100 metres lliures és una prova del Campionat de Catalunya de natació que es realitza des de l'any 1964 en categoria masculina i des de 1932 en categoria femenina, organitzada per la Federació Catalana de Natació (FCN). És una prova per equips, on quatre nedadors de cada equip han de completar un tram de 100 metres en estil lliure.
La prova dels 4x100 lliures en categoria masculina no començà fins a l'any 1964. Anteriorment els homes només disputaven els 4x200 lliures, que començaren el 1921, i que entre 1921 i 1939 van ser compaginats amb els 5x50 metres lliures. En canvi, les dones començaren a disputar els 4x50 lliures (1926-1931) i els 4x100 a partir de 1932. El relleu lliure llarg femení no començà fins al 1981.
En categoria femenina el primer guanyador fou el CN Barcelona format per Maria Aumacellas, Josefina Torrens, Maria Lluïsa Vigo i Carme Soriano amb un temps de sis minuts i quatre segons. L'any 1935 l'equip A del Barcelona format per Dolors Granicher, Carme Soriano, Montserrat Ros i Enriqueta Soriano, que acabà amb el temps 5:49.2, fou desqualificat per sortida irregular esdevenint campió el Barcelona B de Rosa Artal, Carme Segura, Núria Juandó i Mercè Massanella. Un any més tard l'equip A del club guanya baixant per primer cop dels sis minuts (5:49.4) amb les nedadores Dolors Granicher, Pilar Gastearena, Carme Soriano i Montserrat Ros. El CNB guanyà tots els campionats fins a l'any 1961, en el qual el Montjuïc de Julia Cuesta, Carme Ramos, Carme Llorca, M. Carme Medina trencà l'hegemonia cenebista. Dos anys més tard el Sabadell de Maria Dolors Molas, Maria Ballesté, Isabel Castañé i Eulàlia Castañé trencà per primer cop la barrera dels 5 minuts en el campionat català. En categoria masculina el primer guanyador fou el CNB de Fermí Mas, Eric Herbolzheimer, Mariano Cugueró i Leopold Rodés.

## Historial
| Edició                                              | Data    | Competició masculina               | Competició masculina                              | Competició masculina               | Competició femenina   | Competició femenina                               | Competició femenina   | refs.             |
| Edició                                              | Data    | Campió                             | Nedadors                                          | Temps                              | Campió                | Nedadores                                         | Temps                 | refs.             |
| --------------------------------------------------- | ------- | ---------------------------------- | ------------------------------------------------- | ---------------------------------- | --------------------- | ------------------------------------------------- | --------------------- | ----------------- |
| XV                                                  | 1932    | la prova masculina començà el 1964 | la prova masculina començà el 1964                | la prova masculina començà el 1964 | CN Barcelona          | M.Aumacellas, J.Torrens, M.L.Vigo, C.Soriano      | 6:04.6                | [ 2 ] [ 3 ]       |
| XVI                                                 | 1933    | la prova masculina començà el 1964 | la prova masculina començà el 1964                | la prova masculina començà el 1964 | CN Barcelona          | N.Juandó, M.Ros, I.Lepage, C.Soriano              | 6:00.8                | [ 2 ] [ 3 ]       |
| XVII                                                | 1934    | la prova masculina començà el 1964 | la prova masculina començà el 1964                | la prova masculina començà el 1964 | CN Barcelona          | C.Soriano, M.Ros, R.Nadal, D.Granicher            | 6:01.3                | [ 2 ] [ 3 ]       |
| XVIII                                               | 1935    | la prova masculina començà el 1964 | la prova masculina començà el 1964                | la prova masculina començà el 1964 | CN Barcelona B        | R.Artal, Segura, N.Juandó, M.Massanella           | 7:16.0                | [ 2 ] [ 3 ] [ 4 ] |
| XIX                                                 | 1936    | la prova masculina començà el 1964 | la prova masculina començà el 1964                | la prova masculina començà el 1964 | CN Barcelona A        | D.Granicher, Gastearena, C.Soriano, M.Ros         | 5:49.4                | [ 2 ] [ 3 ]       |
| no es disputà entre 1937 i 1938 per la Guerra Civil |         |                                    |                                                   |                                    |                       |                                                   |                       |                   |
| XX                                                  | 1939    | la prova masculina començà el 1964 | la prova masculina començà el 1964                | la prova masculina començà el 1964 | no es disputà el 1939 | no es disputà el 1939                             | no es disputà el 1939 | [ 2 ] [ 3 ]       |
| XXI                                                 | 1940    | la prova masculina començà el 1964 | la prova masculina començà el 1964                | la prova masculina començà el 1964 | CN Barcelona A        | E.Soriano, C.Soriano, M.Bernet, C.Ponsatí         | 5:41.6                | [ 2 ] [ 3 ]       |
| XXII                                                | 1941    | la prova masculina començà el 1964 | la prova masculina començà el 1964                | la prova masculina començà el 1964 | CN Barcelona A        | E.Soriano, C.Soriano, C.Ponsatí, M.Bernet         | 5:37.4                | [ 2 ] [ 3 ]       |
| XXIII                                               | 1942    | la prova masculina començà el 1964 | la prova masculina començà el 1964                | la prova masculina començà el 1964 | CN Barcelona A        | M.Bernet, E.Soriano, C.Ponsatí, A.Lacasa          | 5:53.4                | [ 2 ] [ 3 ]       |
| XXIV                                                | 1943    | la prova masculina començà el 1964 | la prova masculina començà el 1964                | la prova masculina començà el 1964 | CN Barcelona A        | M.Gómez, A.Lacasa, E.Soriano, C.Ponsatí           | 5:34.2                | [ 2 ] [ 3 ]       |
| XXV                                                 | 1944    | la prova masculina començà el 1964 | la prova masculina començà el 1964                | la prova masculina començà el 1964 | CN Barcelona A        | M.Gómez, A.Lacasa, C.Ponsatí, C.Juandó            | 6:02.0                | [ 2 ] [ 3 ]       |
| XXVI                                                | 1945    | la prova masculina començà el 1964 | la prova masculina començà el 1964                | la prova masculina començà el 1964 | CN Barcelona A        | M.Gómez, A.Lacasa, Domínguez, N.Herrera           | 5:53.8                | [ 2 ] [ 3 ]       |
| XXVII                                               | 1946    | la prova masculina començà el 1964 | la prova masculina començà el 1964                | la prova masculina començà el 1964 | CN Barcelona          | E.Azpelicueta, A.Lacasa, M.Gómez, N.Herrera       | 5:30.5                | [ 2 ] [ 3 ]       |
| XXVIII                                              | 1947    | la prova masculina començà el 1964 | la prova masculina començà el 1964                | la prova masculina començà el 1964 | CN Barcelona          | N.Herrera, Soriano, E.Azpelicueta, A.Lacasa       | 5:28.1                | [ 2 ] [ 3 ]       |
| XXIX                                                | 1948    | la prova masculina començà el 1964 | la prova masculina començà el 1964                | la prova masculina començà el 1964 | CN Barcelona          | Pérez, I.Estrany, Bus, Soriano                    | 5:41.3                | [ 2 ] [ 3 ]       |
| XXX                                                 | 1949    | la prova masculina començà el 1964 | la prova masculina començà el 1964                | la prova masculina començà el 1964 | CN Barcelona          | I.Estrany, Pérez, A.M.Moreno, H.Wust              | 5:50.8                | [ 2 ] [ 3 ]       |
| XXXI                                                | 1950    | la prova masculina començà el 1964 | la prova masculina començà el 1964                | la prova masculina començà el 1964 | CN Barcelona          | H.Wust, S.Muntané, I.Estrany, A.M.Moreno          | 5:38.0                | [ 2 ] [ 3 ]       |
| XXXII                                               | 1951    | la prova masculina començà el 1964 | la prova masculina començà el 1964                | la prova masculina començà el 1964 | CN Barcelona          | S.Muntané, H.Wust, Lopis, E.Herbolzheimer         | 5:28.8                | [ 2 ] [ 3 ]       |
| XXXIII                                              | 1952    | la prova masculina començà el 1964 | la prova masculina començà el 1964                | la prova masculina començà el 1964 | CN Barcelona          | E.Azpelicueta, S.Muntané, E.Herbolzheimer, E.Wust | 5:23.8                | [ 2 ] [ 3 ]       |
| XXXIV                                               | 1953    | la prova masculina començà el 1964 | la prova masculina començà el 1964                | la prova masculina començà el 1964 | CN Barcelona          | M.Galindo, Soler, S.Muntané, E.Herbolzheimer      | 5:20.0                | [ 2 ] [ 3 ]       |
| XXXV                                                | 1954    | la prova masculina començà el 1964 | la prova masculina començà el 1964                | la prova masculina començà el 1964 | CN Barcelona          | Mestres, Soler, M.Galindo, E.Herbolzheimer        | 5:33.5                | [ 2 ] [ 3 ]       |
| XXXVI                                               | 1955    | la prova masculina començà el 1964 | la prova masculina començà el 1964                | la prova masculina començà el 1964 | CN Barcelona          | Fraile, C.Santamaria, M.D.Amat, Gibert            | 5:33.0                | [ 2 ] [ 3 ]       |
| XXXVII                                              | 1956    | la prova masculina començà el 1964 | la prova masculina començà el 1964                | la prova masculina començà el 1964 | CN Barcelona          | Albiach, C.Santamaria, Gibert, M.Galindo          | 5:14.6                | [ 2 ] [ 3 ]       |
| XXXVIII                                             | 1957    | la prova masculina començà el 1964 | la prova masculina començà el 1964                | la prova masculina començà el 1964 | CN Barcelona          | Fraile, Soler, M.D.Amat, C.Santamaria             | 5:32.1                | [ 2 ] [ 3 ]       |
| XXXIX                                               | 1958    | la prova masculina començà el 1964 | la prova masculina començà el 1964                | la prova masculina començà el 1964 | CN Barcelona          | Gibert, Serrat, C.Santamaria, Soler               | 5:15.7                | [ 2 ] [ 3 ]       |
| XL                                                  | 1959    | la prova masculina començà el 1964 | la prova masculina començà el 1964                | la prova masculina començà el 1964 | CN Barcelona          | Soler, Gibert, C.Santamaria, Garcia               | 5:07.3                | [ 2 ] [ 3 ]       |
| XLI                                                 | 1960    | la prova masculina començà el 1964 | la prova masculina començà el 1964                | la prova masculina començà el 1964 | no es disputà el 1960 | no es disputà el 1960                             | no es disputà el 1960 | [ 2 ] [ 3 ]       |
| XLII                                                | 1961    | la prova masculina començà el 1964 | la prova masculina començà el 1964                | la prova masculina començà el 1964 | CN Montjuïc           | Cuesta, C.Ramos, Llorca, M.C.Medina               | 5:02.5                | [ 2 ] [ 3 ]       |
| XLIII                                               | 1962    | la prova masculina començà el 1964 | la prova masculina començà el 1964                | la prova masculina començà el 1964 | CN Sabadell           | I.Castañé, A.Casarramona, L.Estrada, M.Ballesté   | 5:06.7                | [ 2 ] [ 3 ]       |
| XLIV                                                | 1963    | la prova masculina començà el 1964 | la prova masculina començà el 1964                | la prova masculina començà el 1964 | CN Sabadell           | M.D.Molas, M.Ballesté, I.Castañé, E.Castañé       | 4:49.4                | [ 2 ] [ 3 ]       |
| XLV                                                 | 1964    | CN Barcelona                       | Mas, E.Herbolzheimer, M.Cugueró, L.Rodés          | 4:03.1                             | CN Sabadell           | M.D.Molas, N.Soldevilla, M.Ballesté, M.T.Salvà    | 4:46.4                | [ 2 ] [ 3 ]       |
| XLVI                                                | 1965    | CN Barceloneta                     | J.Fortuny, M.Ibern, J.García, L.García            | 3:59.2                             | CN Sabadell           | M.T.Salvà, I.Castañé, E.Castañé, M.Ballesté       | 4:42.4                | [ 2 ] [ 3 ]       |
| XLVII                                               | 1966    | CN Barceloneta                     | L.García, J.García, M.Ibern, J.Fortuny            | 3:56.3                             | CN Sabadell           | M.D.Molas, E.Castañé, M.Ballesté, M.T.Salvà       | 4:41.0                | [ 2 ] [ 3 ]       |
| XLVIII                                              | 1967    | CN Sabadell                        | M.Torres, S.Esteva, J.Comas, M.Pessarrodona       | 3:57.8                             | CN Sabadell           | M.Ballesté, M.D.Molas, E.Castañé, M.T.Salvà       | 4:43.5                | [ 2 ] [ 3 ]       |
| XLIX                                                | 1968    | CN Sabadell                        | J.Comas, S.Esteva, M.Torres, M.Pessarrodona       | 3:53.2                             | CN Sabadell           | M.T.Salvà, M.P.Corominas, C.Ortuño, M.Ballesté    | 4:39.2                | [ 2 ] [ 3 ]       |
| L                                                   | 1969    | CN Sabadell                        | M.Pessarrodona, J.Durán, S.Esteva, J.Comas        | 3:54.0                             | CN Sabadell           | C.Ortuño, E.Mallafré, M.Molins, C.Permanyer       | 4:35.4                | [ 2 ] [ 3 ]       |
| LI                                                  | 1970    | CN Sabadell                        | J.Comas, J.Duran, M.Pessarrodona, S.Esteva        | 3:49.3                             | CN Poble Nou          | Pié, Castillo, M.Gutiérrez, A.Chamorro            | 4:32.5                | [ 2 ] [ 3 ]       |
| LII                                                 | 1971    | CN Sabadell                        | S.Esteva, F.Cutchet, M.Pessarrodona, J.Comas      | 3:48.5                             | CN Sabadell           | C.Permanyer, C.Ortuño, M.Balbuena, E.Mallafré     | 4:29.3                | [ 2 ] [ 3 ]       |
| LIII                                                | 1972    | CN Sabadell                        | J.Comas, F.Cutchet, J.Molet, A.Culebras           | 3:48.3                             | CN Sabadell           | À.Artigas, M.Carbó, C.Permanyer, M.Balbuena       | 4:29.5                | [ 2 ] [ 3 ]       |
| LIV                                                 | 1973    | CN Sabadell                        | A.Pegado, A.Culebras, J.Molet, J.Comas            | 3:46.9                             | CN Manresa            | N.Panadell, N.Torruella, C.Sangenís, M.Majó       | 4:23.5                | [ 2 ] [ 3 ]       |
| LV                                                  | 1974    | CN Sabadell                        | J.Comas, J.Molet, A.Culebras, S.Esteva            | 3:45.0                             | CN Montjuïc           | M.Artigas, A.M.Moya, P.López, M.Pallarés          | 4:21.9                | [ 2 ] [ 3 ]       |
| LVI                                                 | 1975    | CN Montjuïc                        | F.Villà, R.Vicente, A.Beltrol, J.Ruiz             | 3:54.3                             | CN Barcelona          | O.Fernández, L.Mañé, M.Artigas, M.C.Cusi          | 4:22.5                | [ 2 ] [ 3 ]       |
| LVII                                                | 1976    | CN Sabadell                        | A.Joven, R.Abella, G.Oliveras, J.C.Núñez          | 3:52.0                             | CN Sabadell           | M.Camps, L.Larrosa, E.Rotger, D.Balbuena          | 4:22.9                | [ 2 ] [ 3 ]       |
| LVIII                                               | 1977    | CN Barcelona                       | R.Pérez, P.Estrany, M.Rigau, M.Lloret             | 3:47.1                             | CN Barcelona          | Morales, M.P.Barceló, E.Masfurroll, M.García      | 4:15.1                | [ 2 ] [ 3 ]       |
| LIX                                                 | 1978    | CN Barcelona                       | E.Rovira, M.Rigau, R.Pérez, M.Lloret              | 3:44.6                             | CN Barcelona          | M.Armengol, M.Majó, C.García, M.P.Barceló         | 4:08.5                | [ 2 ] [ 3 ]       |
| LX                                                  | 1979    | CN Barcelona                       | Font, M.Rigau, R.Pérez, E.Rovira                  | 3:45.5                             | CN Barcelona          | Morales, M.Armengol, E.Labori, M.P.Barceló        | 4:10.5                | [ 2 ] [ 3 ]       |
| LXI                                                 | 1980    | CN Barcelona                       | M.Lloret, J.C.Arce, M.Rigau, E.Rovira             | 3:47.9                             | CN Montjuïc           | M.Martínez, R.Conesa, S.Casajús, L.Flaqué         | 4:14.2                | [ 2 ] [ 3 ]       |
| LXII                                                | 1981    | CN Sabadell                        | J.C.Arce, X.Torrallardona, J.Munill, P.Losada     | 3:44.55                            | CN Montjuïc           | M.L.Morales, R.Lorenzo, I.Bernia, L.Flaqué        | 4:12.39               | [ 2 ] [ 3 ]       |
| LXIII                                               | 1982    | CN Montjuïc                        | J.Gispert, J.Balcells, X.Miralpeix, J.Herrero     | 3:41.1                             | CN Montjuïc           | S.Silvestre, M.L.Morales, L.Flaqué, R.Lorenzo     | 4:12.6                | [ 2 ] [ 3 ]       |
| LXIV                                                | 1983    | CN Montjuïc                        | J.Gispert, M.Garcia, R.Campillo, J.Balcells       | 3:43.6                             | CN Sant Andreu        | Pagès, Pagès, C.Vallespí, I.Julià                 | 4:13.1                | [ 2 ] [ 3 ]       |
| LXV                                                 | 1984    | CN Sabadell                        | J.Munill, A.Buxeda, A.Jonama, X.Torrallardona     | 3:40.59                            | CN Sant Andreu        | M.García, C.Vallespí, S.Pagès, M.Pérez            | 4:12.05               | [ 2 ] [ 3 ]       |
| LXVI                                                | 1985    | CN Catalunya                       | J.Balcells, G.Jiménez, J.Herrero, M.Jou           | 3:35.84                            | CN Sant Andreu        | M.Pérez, M.García, C.Vallespí, N.Servan           | 4:12.40               | [ 2 ] [ 3 ]       |
| LXVII                                               | 1986    | Reus Deportiu                      | E.Gorrochategui, J.Martín, G.Salom, L.M.Martín    | 3:37.54                            | CN Montjuïc           | M.Vela, R.Lorenzo, M.C.Valiente, P.del Rey        | 4:08.95               | [ 2 ] [ 3 ]       |
| LXVIII                                              | 1986-87 | CN Montjuïc                        | A.Jonama, H.Garmendia, J.E.Escalas, D.Serra       | 3:36.98                            | CN Catalunya          | S.Bademás, M.Safont, N.Autric, I.Tarragó          | 4:05.41               | [ 2 ] [ 3 ]       |
| LXIX                                                | 1987-88 | CN Montjuïc                        | A.Jonama, S.López, O.Barrufet, D.Serra            | 3:34.20                            | CN Manresa            | E.Basullas, G.Trias, M.Gomáriz, A.Garcia          | 4:07.60               | [ 2 ] [ 3 ]       |
| LXX                                                 | 1988-89 | CN Montjuïc                        | A.Jonama, S.López, O.Barrufet, D.Serra            | 3:36.47                            | CN Sabadell           | E.Martínez, O.García, L.Becerra, L.Alcázar        | 4:05.01               | [ 2 ] [ 3 ]       |
| LXXI                                                | 1989-90 | CN Reus Ploms                      | À.Casanovas, I.Díez, J.Baeza, A.Coll              | 3:38.87                            | CN Sabadell           | C.Franco, O.García, M.Cuervo, E.Pérez             | 4:02.94               | [ 2 ] [ 3 ]       |
| LXXII                                               | 1990-91 | CN Sabadell                        | M.Jiménez, D.Contreras, M.Roig, M.Verdaguer       | 3:36.08                            | CN Sabadell           | E.Martínez, O.García, L.Alcázar, E.Pérez          | 4:02.98               | [ 2 ] [ 3 ]       |
| LXXIII                                              | 1991-92 | CN Sabadell                        | M.Jiménez, D.Contreras, R.Lang, M.Verdaguer       | 3:36.07                            | CN Catalunya          | S.Amaia, N.Gil, I.Tarragó, M.Safont               | 4:02.92               | [ 2 ] [ 3 ]       |
| LXXIV                                               | 1992-93 | CN Catalunya                       | Ò.Safont, M.Tolosa, S.Álvarez, D.Serra            | 3:34.33                            | CN Catalunya          | N.Gil, V.Floro, I.Tarragó, S.Astola               | 3:59.65               | [ 2 ] [ 3 ]       |
| LXXV                                                | 1993-94 | CN Catalunya                       | Ò.Safont, E.Comamala, M.Tolosa, D.Serra           | 3:32.04                            | CN Catalunya          | V.Floro, I.María, M.Cañestro, I.Tarragó           | 4:01.10               | [ 2 ] [ 3 ]       |
| LXXVI                                               | 1994-95 | CN Sabadell                        | R.Lang, V.Nevado, M.Jiménez, C.Sánchez            | 3:32.67                            | CN Sabadell           | S.Ortega, M.A.García, L.Becerra, E.Martínez       | 3:59.14               | [ 2 ] [ 3 ]       |
| LXXVII                                              | 1995-96 | CN Sabadell                        | M.Jiménez, C.Ventosa, J.Merino, C.Sánchez         | 3:34.57                            | CN Sabadell           | E.Martínez, M.A.García, S.Soronellas, S.Ortega    | 4:02.97               | [ 2 ] [ 3 ]       |
| LXXVIII                                             | 1996-97 | CN Sant Andreu                     | B.Cabello, M.Cuartero, C.Gutiérrez, J.Merino      | 3:36.85                            | CN Catalunya          | S.Garabatos, N.Garcia, V.Seva, C.Isaac            | 4:00.57               | [ 2 ] [ 3 ]       |
| LXXIX                                               | 1997-98 | CN Catalunya                       | A.Ventosa, J.Jou, F.J.Porcar, S.Garcia            | 3:35.73                            | CN Catalunya          | S.Garabatos, C.Isaac, I.María, V.Seva             | 3:58.14               | [ 2 ] [ 3 ]       |
| LXXX                                                | 1998-99 | CN Sabadell                        | P.Artime, A.Cassà, L.Aguilar, J.M.Rojano          | 3:31.97                            | CN Montjuïc           | M.Placencia, N.Cabrerizo, B.Rodoreda, A.Morgades  | 4:00.79               | [ 2 ] [ 3 ]       |
| LXXXI                                               | 1999-00 | CN Sant Andreu                     | M.Cuartero, C.Ballesteros, F.Márquez, B.Cabello   | 3:32.48                            | CN Montjuïc           | T.Rouba, A.Rodríguez, M.Placencia, A.Morgades     | 4:00.68               | [ 2 ] [ 3 ]       |
| LXXXII                                              | 2000-01 | CN Sant Andreu                     | B.Cabello, B.Mont-Roig, C.Ballesteros, M.Cuartero | 3:37.20                            | CN Montjuïc           | A.Morgades, A.Rodríguez, N.Cabrerizo, M.Placencia | 4:00.72               | [ 2 ] [ 3 ]       |
| LXXXIII                                             | 2001-02 | no es disputà el 2002              | no es disputà el 2002                             | no es disputà el 2002              | no es disputà el 2002 | no es disputà el 2002                             | no es disputà el 2002 | [ 2 ] [ 3 ]       |
| LXXXIV                                              | 2002-03 | CN Sabadell                        | F.Del Villar, J.Sánchez, J.J.Ulacia, O.Wildeboer  | 3:31.90                            | CN Sabadell           | L.Elizalde, E.Homet, E.Delgado, E.Pérez           | 3:59.47               | [ 2 ] [ 3 ]       |
| LXXXV                                               | 2003-04 | CN Sabadell                        | J.J.Ulacia, A.Wildeboer, J.Sánchez , O.Wildeboer  | 3:31.72                            | CN Sabadell           | M.Caballero, E.Homet, I.Garcia, L.Elizalde        | 3:59.18               | [ 2 ] [ 3 ]       |
| LXXXVI                                              | 2004-05 | CN Sant Andreu                     | J.Jou, V.Mancha, T.Edo, C.Ballesteros             | 3:35.05                            | CN Sabadell           | L.Elizalde, E.Homet, E.Delgado, I.Garcia          | 4:02.54               | [ 2 ] [ 3 ]       |
| LXXXVII                                             | 2005-06 | CN Sant Andreu                     | B.Cabello, E.Lorente, L.García, C.Ballesteros     | 3:29.57                            | CN Hospitalet         | Miquel, Garcia, M.Belmonte, E.Villaécija          | 3:57.67               | [ 2 ] [ 3 ]       |
| LXXXVIII                                            | 2006-07 | CN Sant Andreu                     | A.Cabello, J.M.Rando, B.Cabello, E.Lorente        | 3:31.74                            | CN Terrassa           | C.Campo, L.Roca, L.Florencia, Álvarez             | 3:58.37               | [ 2 ] [ 3 ]       |
| LXXXIX                                              | 2007-08 | CN Sabadell                        | E.Saumell, À.Sánchez, O.Wildeboer, E.Lorente      | 3:27.34                            | CN Terrassa           | Lopez, L.Roca, Álvarez, Castro                    | 3:55.14               | [ 2 ] [ 3 ]       |
| XC                                                  | 2008-09 | CN Sant Andreu                     | À.Villaecija, A.Cabello, V.W.Douglas, B.Cabello   | 3:25.23                            | CN Terrassa           | G.Cristóbal, A.López, C.Campo, E.Arpal            | 3:54.58               | [ 2 ] [ 3 ]       |
| XCI                                                 | 2009-10 | CN Barcelona                       | J.A.Vera, M.Aguilera, R.Palencia, J.Belza         | 3:29.21                            | CN Terrassa           | E.Arpal, G.Cristóbal, A.López, C.Campo            | 3:54.08               | [ 2 ] [ 3 ]       |
| XCII                                                | 2010-11 | CN Barcelona                       | J.Rosés, J.A.Ávila, M.Aguilera, J.A.Vera          | 3:30.55                            | CN Terrassa           | C.Campo, J.Garcia, G.Cristóbal, E.Arpal           | 3:55.86               | [ 2 ] [ 3 ]       |
| XCIII                                               | 2011-12 | CN Barcelona                       | J.Belza, J.A.Vera, M.Aguilera, J.Rosés            | 3:27.92                            | CN Sabadell           | A.Popchanka, L.Morant, J.Ignacio, M.Belmonte      | 3:53.62               | [ 2 ] [ 3 ]       |
| XCIV                                                | 2012-13 | CN Sabadell                        | E.Saumell, A.Wildeboer, M.Durán, À.Sánchez        | 3:28.51                            | CN Sabadell           | A.Popchanka, G.Pérez, C.Dasca, L.Rodríguez        | 3:55.00               | [ 2 ] [ 3 ]       |
| XCV                                                 | 2013-14 | CN Sant Andreu                     | M.Gumiel, J.M.Rando, A.Rovira, M.Navea            | 3:31.43                            | CN Sant Andreu        | M.González, L.Bravo, A.Zamorano, J.Vall           | 3:56.28               | [ 2 ] [ 3 ]       |
| XCVI                                                | 2014-15 | CN Sabadell                        | K.Cerniak, A.Martínez, J.Casanovas, M.Durán       | 3:27.08                            | CN Sant Andreu        | M.González, A.Zamorano, L.Gálvez, J.Vall          | 3:54.18               | [ 2 ] [ 3 ]       |
| XCVII                                               | 2015-16 | CN Terrassa                        | J.F.Segura, E.Rey, C.Faro, A.Puig                 | 3:26.90                            | CN Sant Andreu        | L.Gálvez, M.González, L.Sicart, A.Zamorano        | 3:52.91               | [ 2 ] [ 3 ]       |
| XCVIII                                              | 2016-17 | CN Sant Andreu                     | M.Calzada, A.Guerrero, M.Navea, A.Rovira          | 3:30.05                            | CN Sant Andreu        | M.González, A.Zamorano, A.Alonso, L.Muñoz         | 3:50.50               | [ 2 ] [ 3 ]       |
| XCIX                                                | 2017-18 | CN Sant Andreu                     | A.Lozano, A.Ramos, M.Calzada, M.Navea             | 3:26.69                            | CN Sant Andreu        | M.González, A.Alonso, A.Zamorano, L.Muñoz         | 3:50.32               | [ 2 ] [ 3 ]       |
| C                                                   | 2018-19 | CN Sant Andreu                     | A.Guerrero, A.Lozano, A.Ramos, M.Calzada          | 3:25.90                            | CN Sant Andreu        | L.Muñoz, J.Pujadas, M.González, A.Zamorano        | 3:49.48               | [ 2 ] [ 3 ]       |
| CI                                                  | 2019-20 | CN Sabadell                        | A.Ramos, S.De Celis, J.Casanovas, G.Perosanz      | 3:27.38                            | CN Sant Andreu        | L.Muñoz, M.González, L.Amor, A.Guillamon          | 3:51.39               | [ 2 ] [ 3 ]       |
| CII                                                 | 2020-21 | CN Sabadell                        | A.Ramos, J.Casanovas, M.Tel, S.De Celis           | 3:27.38                            | CN Sant Andreu        | C.Espinosa, J.Pujadas, L.Muñoz, A.Guillamon       | 3:49.04               | [ 2 ] [ 3 ]       |
| CIII                                                | 2021-22 | CN Sant Andreu                     | G.Hdez., A.Hdez., U.Arruabarrena, A.Escrits       | 3:29.56                            | CN Sant Andreu        | A.Zamorano, J.Pujadas, L.Muñoz, M.González        | 3:48.94               | [ 2 ] [ 3 ]       |
| CIV                                                 | 2022-23 | CN Terrassa                        | F.Artal, A.Calderón, M.Durán, G.Ramia             | 3:28.19                            | CN Sant Andreu        | A.Zamorano, J.Pujadas, A.Campabadal, E.Carrasco   | 3:51.86               | [ 2 ] [ 3 ]       |